# White Lion Records
White Lion Records es un sello discográfico dedicado al reggaeton, la música latina, reggae latino y urbano, establecido por Elías de León con el lanzamiento del álbum No Mercy de Daddy Yankee en 1995. El sello cambiaría temporalmente su nombre a 'Boricua Guerrero' de 1996 a 2001 hasta restablecerse como White Lion Records con los lanzamientos de "Como En Los Tiempos De Antes" de Maicol y Manuel y el recopilatorio "Planet Reggae" en 2002. Como sello independiente en 2003, vendió más de 100.000 copias del álbum más reciente de Tego Calderón en ese momento; poco después firmó un acuerdo de distribución con Sony BMG.
White Lion es un emisor de hip hop puertorriqueño, reggaeton, latin reggae y urbano. La compañía y su fundador Elías de León fueron los primeros en descubrir y lanzar material de futuras estrellas del reguetón como Daddy Yankee, Calle 13, Eddie Dee, Mexicano 777 y Tego Calderón . Han editado discos como "Calle 13" y "Los De Atras Vienen Conmigo" de Calle 13, " El Abayarde " de Tego Calderón y "El Principe" de Cosculluela . La etiqueta también está afiliada a los sellos subsidiarios "Black Lion", "Nueva Kamada Corp", "Young Lion" y "Full Metal Enterprise".

## Historia
Elías de León ha estado en el movimiento urbano latino desde su primer lanzamiento en 1997. Su visión musical ha sido una parte intrínseca del nacimiento de la escena urbana latina. Su primera incursión fue con el lanzamiento de un colaborativo en la década de los 90 donde surgieron nuevos artistas como DJ Playero y Daddy Yankee.
A mediados de los 90, De León comenzó su carrera como productor ejecutivo de su firma “White Lion” y produjo el álbum debut de Daddy Yankee, “No mercy” (1995). Un año después, lanzó el disco "White Lion - Rap Reggae All Stars", que dio paso a un puñado de nuevos talentos como Maicol y Manuel, Don Chezina, Rey Pirín y Mansion Crew, formado por Alberto Stylee y Nico Canada.
Con el lanzamiento de Boricua Guerrero: First Combat, creó el primer proyecto musical que contó con el sonido del reguetón y fue el primero en combinar el talento anglo y puertorriqueño. Entre los raperos estadounidenses que aparecen en el álbum se encuentran Busta Rhymes, Nas, Lost Boys, Q-Tip, Fat Joe y Big Pun. Por Puerto Rico, los cantantes que participaron fueron Daddy Yankee, Eddie Dee, Héctor “El Father”, Tito “El bambino”, Don Chezina, Rey Pirín, Maicol & Manuel y Alberto Stylee.
Elías de León como Productor Ejecutivo de su sello "White Lion Records", ha lanzado discos que muchos rechazarían, esa visión ha catapultado el inmenso éxito de artistas como Calle 13 que hasta la fecha ha ganado 24 Premios Grammy. Tego Calderón, considerado por muchos como el Bob Marley latino y sin duda el MC de hip hop más respetado en español. Julio Voltio, Jowell & Randy, Cosculluela, Casa de Leones, Nico Canada, J King & Maximan, John Eric, Zion & Lennox, son algunos de los talentos que descubre y lanza a través de su empresa.
En 2013, lanzó una saga titulada Back to the Underground, donde produjo mixtapes para artistas de la vieja escuela del reggaeton.
Actualmente “White Lion Records” cuenta con artistas como Álvaro Díaz, cuyo próximo lanzamiento se enmarca en el movimiento progresivo del hip hop español, Brray, Joyce Santana y Young Martino, La Tribu de Abrante, considerado un proyecto cultural que desafía las progresiones de percusión del género Bomba de Puerto Rico y se presenta de una manera contemporánea a la demografía millennial, IZAAK, un talento pop millennial que actualmente trabaja en su álbum debut.
En 2020, Elías intervino en la polémica entre Cosculluela y Residente, ambos integrantes de White Lion, comentando que si se ofendían en tiraera, se olvidarían y no volverían a mencionar el sello. Sin embargo, en 2022, autorizó este enfrentamiento musical.  Elias De Leon se retira de la música en el año 2022.

## Artistas firmados
- Tego Calderón
- Calle 13
  - Residente
- Farina
- Cosculluela
- PJ sin suela